# Pronycticebus
Pronycticebus foi um gênero de primatas Adapiformes que viveram durante o período médio e superior do Eoceno. É representado por duas espécies, Pronycticebus gaudryi e Pronycticebus neglectus, das quais um espécime quase completo foi encontrado na Alemanha, e na Formação de Quercy Phosphorites, na França.

## Morfologia
Pronycticebus neglectus possuía o que parece ser uma garra de limpeza no segundo dedo de cada pata, como os Strepsirrhini modernos (Fleagle, 1999) e tinha uma fórmula dentária de 2:1:4:3. Pronycticebus negligus possui uma bolha petrosa e uma barra pós-orbital. Pronycticebus neglectus pode ter sido uma espécie noturna ou crepuscular, o que é sugerido por um tamanho orbital relativamente grande. O Pronycticebus neglectus tem um báculo relativamente grande para uma espécie de seu tamanho, que tinha uma massa corporal média de 825 gramas.

## Distribuição
Pronycticebus neglectus viveu na Europa.

## Locomoção
Com base na morfologia dos membros, o Pronycticebus neglectus se movia por quadrupedalismo, saltos e escaladas. Esta espécie salta menos que os Notharctinae e usa menos o quadrupedalismo lento que os Adapidae.

### Literatura citada
- Gebo, D.L. (2002). «Adapiformes: Phylogeny and adaptation». In:  Hartwig, W.C. The Primate Fossil Record. [S.l.]: Cambridge University Press. ISBN 978-0-521-08141-2. OCLC 47254191
- Fleagle, J.G. (1998). Primate Adaptation and Evolution. [S.l.]: Academic Press. ISBN 978-0-080-49213-1. OCLC 40543995